# Halina Wasilewska-Trenkner

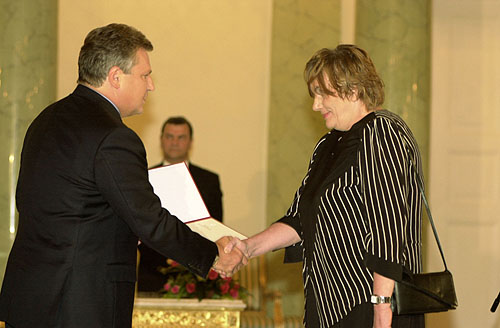
Wręczenie Halinie Wasilewskiej-Trenkner przez Prezydenta RP – nominacji na stanowisko ministra finansów, 28 sierpnia 2001

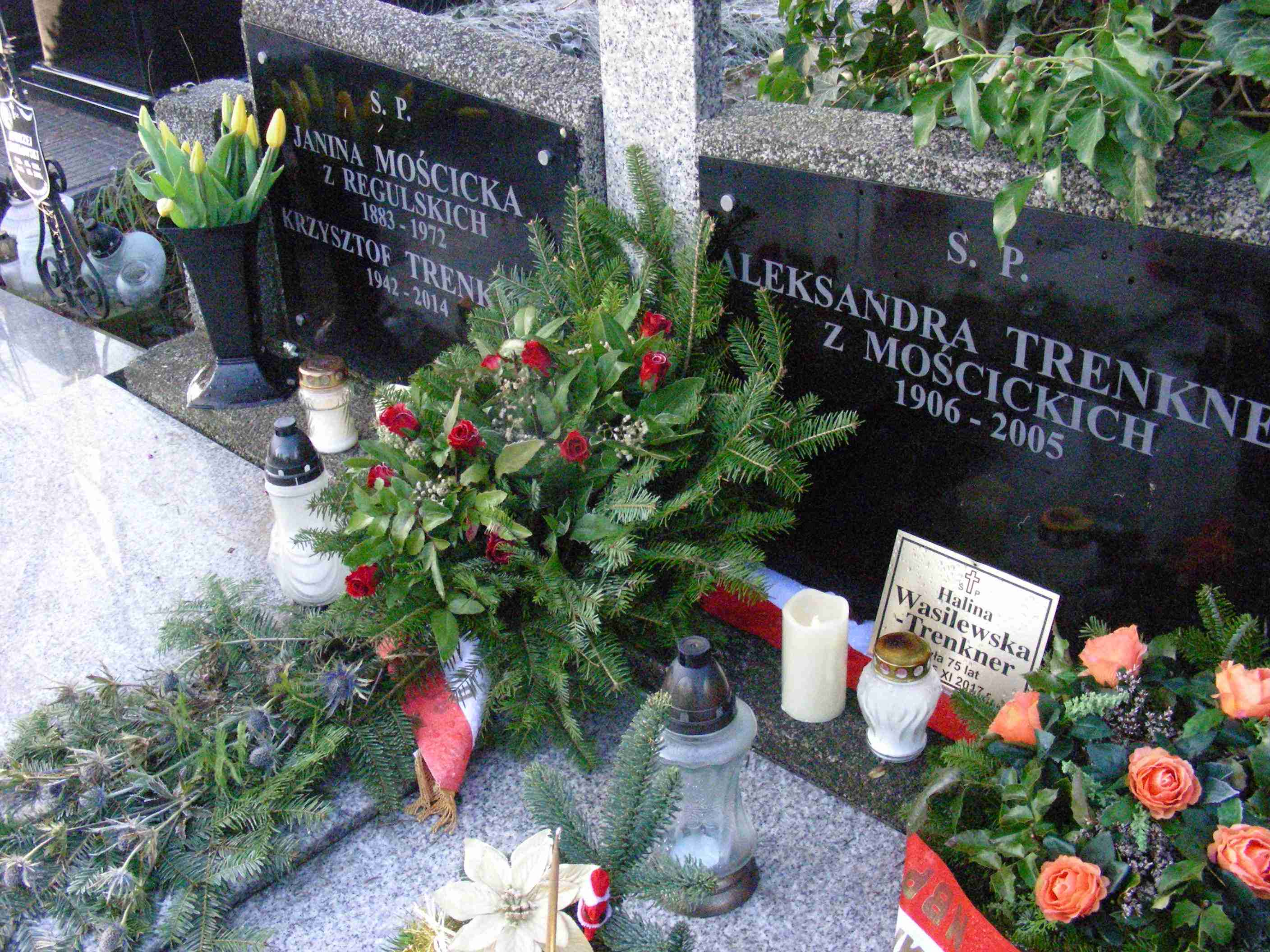
Grób Haliny Wasilewskiej-Trenkner na cmentarzu w Wilanowie, grudzień 2017

Halina Weronika Wasilewska-Trenkner (ur. 26 kwietnia 1942 w Warszawie, zm. 15 listopada 2017 w Grodzisku Mazowieckim) – polska urzędniczka państwowa, w latach 1995–2001 i 2001–2004 wiceminister, a w 2001 minister finansów, w latach 2004–2010 członek Rady Polityki Pieniężnej.

## Życiorys
Córka Romualda i Haliny. Była absolwentką XV Liceum Ogólnokształcącego im. Narcyzy Żmichowskiej w Warszawie. Ukończyła studia na Wydziale Ekonomii i Handlu Zagranicznego Szkoły Głównej Planowania i Statystyki w Warszawie. 20 grudnia 1973 obroniła pracę doktorską zatytułowaną Ekonomiczno-społeczne aspekty emigracji z Polski w latach 1960–1970 i napisaną pod kierunkiem Mikołaja Latucha, uzyskując stopień doktora nauk ekonomicznych. Była pracownikiem naukowym Szkoły Głównej Handlowej, prowadziła także zajęcia w Wyższej Szkole Przedsiębiorczości i Zarządzania im. Leona Koźmińskiego.
W latach 1975–1990 pełniła funkcję sekretarza naukowego Komitetu Nauk Demograficznych Polskiej Akademii Nauk. W 1986 została wicedyrektorem w Zespole Zatrudnienia i Dochodów Ludności w Komisji Planowania przy Radzie Ministrów, skąd rok później przeniesiono ją na stanowisko wicedyrektora w Zespole Systemów Regulacyjnych i Metod Planowania. Od 1989 do 1991 pracowała jako dyrektor w Centralnym Urzędzie Planowania, w 1991 została sekretarzem tej instytucji.
Od 20 listopada 1995 do 28 sierpnia 2001 sprawowała urząd podsekretarza stanu w Ministerstwie Finansów, odpowiedzialnego za budżet. Następnie do 19 października 2001 była ministrem finansów w rządzie Jerzego Buzka. Od 22 października 2001 do 12 sierpnia 2002 ponownie pełniła funkcję podsekretarza stanu w tym resorcie, później do 22 stycznia 2004 sekretarza stanu.
W 2004 powołano ją w skład Rady Polityki Pieniężnej II kadencji, funkcję tę pełniła do 2010. W tym samym roku prezes Narodowego Banku Polskiego Marek Belka powołał ją w skład zespołu doradców.
W 2006 prokurator przedstawił jej zarzut niedopełnienia obowiązków służbowych, w wyniku czego Skarb Państwa miał stracić kilkadziesiąt milionów złotych w tzw. aferze LFO. W czerwcu 2008 w tej sprawie m.in. przeciwko niej został skierowany akt oskarżenia. W listopadzie 2009 Sąd Okręgowy w Warszawie uniewinnił ją od popełnienia zarzucanego czynu.
Wyróżniona Nagrodą im. Andrzeja Bączkowskiego (2002), odznaczona Krzyżem Kawalerskim (1997) i Komandorskim (2004) Orderu Odrodzenia Polski. W 2010 otrzymała odznakę honorową „Za zasługi dla bankowości Rzeczypospolitej Polskiej”.
Została pochowana na Cmentarzu w Wilanowie.

## Publikacje
- Odstępy pomiędzy kolejnymi urodzeniami, [w:] Kazimierz Romaniuk (red.), Wpływ czynników społeczno-gospodarczych na reprodukcje ludności w Polsce, Warszawa: IFiS PAN, 1974.
- Społeczno-ekonomiczne problemy migracji zewnętrznych w Polsce. Cz. 1, Emigracja ludności z Polski w latach 1960–1970 (praca doktorska)[3], Warszawa: Szkoła Główna Planowania i Statystyki, 1974.
- Przewodnik metodyczny do skryptu Wybrane zagadnienia ze statystyki, Warszawa: SK, Zarząd Główny, Centralny Ośrodek Szkolenia Zaocznego, 1976.
- Analiza finansowa i elementy rachunku ekonomicznego w przedsiębiorstwach. Cz. 1, Metody statystyczne w analizie: wybrane miary, Warszawa: SK. Zarząd Główny. Centralny Ośrodek Szkolenia Zaocznego, 1980.
- Wybrane zagadnienia statystyki (na przykładach z zakresu zagadnień ekonomicznych), Warszawa: SKP Zarząd Główny: Centralny Ośrodek Szkolenia Zaocznego, 1982.
- Studia nad dzietnością i reprodukcją ludności w Polsce (współautor), Warszawa: SGPiS, ISiD, 1985.
- Ubezpieczenia na rzecz gospodarki globalnej, sektorów i regionów (współautor, red. nauk. Irena Jędrzejczyk), Bydgoszcz: Oficyna Wydawnicza Edward Mitek, 2015.

Była również autorką publikacji w prasie, a także w czasopismach naukowych (tj. „Studia Demograficzne”, „Gospodarka Narodowa”, „Zeszyty Naukowe WSB w Poznaniu”). Udzielała także wywiadów i komentarzy na bieżące tematy gospodarcze.